# Studentenwerk Leipzig

Logo

Das Studentenwerk Leipzig ist eine öffentlich-rechtliche Einrichtung der Hochschulen in Leipzig zur sozialen Betreuung von Studenten. Zur wichtigsten Aufgabe des Studentenwerkes gehört die Beratung.

## Geschichte
Im Jahr 1921 gründete eine Gruppe von engagierten Leipziger Studenten den Wirtschaftsselbsthilfeverein Leipziger Studenten e.V., Vorläufer des heutigen Studentenwerkes. Er bot den Studenten Unterstützung, speziell im Alltag.
Am 7. September 1921 fand die Gründungsversammlung des Vereins „Wirtschaftselbsthilfe der Leipziger Studenten“ statt. Das Ziel, die, auch durch die Kriegsfolgen entstandene, studentische Not zu lindern, sollte durch den Ausbau der bereits vorhandenen Fürsorgeleistungen erreicht werden. Die Studierendenschaft war im Vorstand gleichberechtigt aufgestellt.
Aufgrund der Inflation 1923 verfünffachte sich die Zahl der bedürftigen Studenten.
25 verschiedene Abteilungen boten Fürsorgeleistungen an, u. a. gab es eine Darlehenskasse, eine Arbeitsvermittlung, das Akademische Dolmetscher- und Übersetzungsbüro, verschiedene Verleihangebote, Angebote für kranke Studenten und es wurden Privatzimmer und Zimmer in Wohnheimen vermittelt.
Ab 1929 nannte sich die Wirtschaftshilfe in Leipzig Studentenwerk Leipzig.
Durch die Luftangriffe auf Leipzig, die einen Großteil der Universitätsgebäude zerstörten, kam der Lehrbetrieb zum Erliegen. Am 12. Dezember 1947 wurde ein Gesetz zur Errichtung einer sozialen Studienhilfe in Sachsen erlassen. Diese Anstalt sollte Wohnheime, die Mensa und weitere soziale Einrichtungen organisieren. Das Studentenwerk Leipzig wurde formell aufgelöst. Die Betreuung der Studenten war nun Aufgabe der einzelnen Hochschulen.
In der DDR-Zeit wuchs der Wohnraum für auf über 1080 Wohnheim-Plätze, 1956 kam ein weiteres Studentenwohnheim hinzu. Im Mai 1968 wurde vom Politbüro der Sozialistischen Einheitspartei Deutschlands der Abriss aller noch vorhandenen Universitätsgebäude bestätigt.
Das Studentenwerk Leipzig wurde am 1. Juli 1991 wiedergegründet und nahm seine selbstständige wirtschaftliche Tätigkeit auf. Entsprechende Wirtschaftseinrichtungen der jeweiligen Hochschulen wurden in das Studentenwerk überführt. Zu diesem Zeitpunkt lag die Zahl der zu betreuenden Studenten bei 18.859.
Das Studentenwerk Leipzig war jetzt zuständig für die Studenten der Universität Leipzig, der Hochschule für Grafik und Buchkunst Leipzig, der Hochschule für Musik und Theater „Felix Mendelssohn Bartholdy“ Leipzig und der Hochschule für Technik, Wirtschaft und Kultur Leipzig. Einige Zeit später kamen die Studenten der Handelshochschule und der Hochschule für Telekommunikation dazu.
2007 wurde erstmals nach Wiedergründung ein Student als Vorsitzender gewählt. Der Vorstand war immer noch paritätisch mit Studenten besetzt.
Das Studentenwerk Leipzig betreut heute (Stand 2021) rund 39.000 Studenten an acht Hochschulen.

## Lage
Die Büroräume des Studentenwerkes Leipzig liegen im Zentrum der Stadt Leipzig, in der Goethestraße 6.
Das „Studierenden Service Zentrum“, kurz SSZ, die zentrale Serviceeinrichtung des Studentenwerkes, ist ebenfalls in der Goethestraße ansässig. Der BAföG-Service vor Ort wurde aufgrund der Corona-Pandemie auf unbestimmte Zeit eingestellt.

## Organisationsstruktur
Das Studentenwerk Leipzig ist Mitglied des Dachverbandes Deutsches Studierendenwerk.
Alle Studentenwerke haben gemeinsam, dass sie über einen Vorstand, Verwaltungsrat oder eine Vertreterversammlung verfügen. Die Organe werden durch ehrenamtliche Vertreter der Studenten, der einzelnen Hochschulen sowie des Studentenrates besetzt. Das Vollzugsorgan ist in der Regel ein Geschäftsführer, der von anderen Organen gewählt wird. Zur Bestätigung des Amtes bedarf es der Zustimmung des Landesministeriums.
Seit Februar 2011 ist Andrea Diekhof die Geschäftsführerin des Studentenwerkes Leipzig. Vorsitzender ist der Student Dominik Schwarz (Stand 2021).

## Finanzierung
Zur Finanzierung zahlen die Studenten einen Solidarbeitrag, den halbjährlich zu zahlenden Semesterbeitrag, direkt an das Studentenwerk Leipzig. Dieser stellt 21 Prozent der Gesamteinnahmen dar. Durch das Solidarprinzip leistet jeder Student einen Beitrag. Mitfinanziert wird das Studentenwerk durch Steuermittel. Der größte Teil der Finanzierung (58 Prozent) erfolgt über Einnahmen in Mensen, Cafeterien sowie den Wohnheimen. Im Jahr 2020 kam es infolge der Corona-Pandemie zu erheblichen Umsatzeinbußen; sie reduzierten sich von 21,8 Mio. Euro auf 16,8 Mio. Euro. Zur Kompensierung dieser Verluste verhalf der Corona-Bewältigungsfonds des Freistaates Sachsen. Zusätzlich wurden Ersatzinvestitionen in Höhe von 2,5 Mio. Euro bereitgestellt.

## Leistungen
Das Studentenwerk ist Dienstleister mit sozialem Auftrag. Mittels verschiedener Unterstützungs- und Beratungsleistungen soll Studieren gelingen und Studenten, speziell in bedürftigen Situationen geholfen und unterstützt werden.
Seit Gründung im Jahr 1921 stellen zwei Säulen, die Versorgung mit bezahlbarem Wohnraum und Essen, die wichtigsten Aufgaben dar.

### Studentisches Wohnen
Die zu betreuenden Wohnheime des Studentenwerkes Leipzig bieten ca. 5.200 Studenten eine Unterkunft auf Zeit. Die Mietpreise variieren je nach Standort des Wohnheimes.
Zurzeit wird das zweitgrößte Studentenwohnheim, die Anlage auf der Johannes-R.-Becher-Straße, erneuert. Die Kosten werden aus Eigenmitteln des Studentenwerkes Leipzig finanziert. Bis 2024 soll das Wohnheim vollständig saniert sein. In den meisten Wohnheimen stehen außerdem Fitness- und Musikübungsräume sowie Studentenclubs zur Verfügung.

### BaföG-Förderung
Das Studentenwerk Leipzig, als Amt für Ausbildungsförderung, ist mit der Vollziehung des BAföG für die Studenten der Leipziger Hochschulen beauftragt. Einen hohen Stellenwert genießt außerdem die Beratung der Studierenden. Das Studentenwerk bearbeitete im Jahr 2020 9.550 Anträge auf BAföG-Förderung. Durch Auswirkungen der Corona-Pandemie stieg die Zahl an BAföG Anträgen im Jahr 2020 um 58 Anträge.

### Sozialberatung
Die sozialen Dienste werden besonders von Studenten mit Mehrfachbelastung, beispielsweise Kindern, in Anspruch genommen. Außerdem besteht Bedarf bei der Unterstützung der Integration von Studierenden aus dem Ausland und der Inklusion von Studenten mit Beeinträchtigung sowie Erkrankungen. Zu den Aufgaben des Studentenwerkes gehören die Jobvermittlung, die psychosoziale Beratung, die Rechtsberatung und die Kinderbetreuungseinrichtungen. Diese Beratungen erfolgen entgeltfrei.
Pandemiebedingt kam es 2020 zu einem Anstieg der Nachfrage an sozialer Beratung für Studenten in Leipzig. Insgesamt 3.911 Sozialberatungen, vor allem beansprucht von Studenten mit Kind und internationalen Studenten, wurden im Jahr 2020 verzeichnet.

### Mensen und Cafeterien
Eine der Hauptaufgaben ist die Versorgung der Studenten mit ausgewogenem und preiswertem Essen in Hochschulnähe. Das Studentenwerk Leipzig betreibt derzeit (Stand 2021) 10 Mensen und Cafeterien mit jeweiliger eigener Küche. Die Mensen sind so gelegen, dass alle Hochschulstandorte, die durch das Studentenwerk vertreten werden, Zugang  erhalten können.
Pandemiebedingt mussten Mitte 2020 alle Mensen schließen. Das Studentenwerk rief daraufhin die Aktion „Mensa zu Hause“ ins Leben. Studenten haben die Möglichkeit, das Mensaessen zu Hause nachzukochen. Jeweilige Rezepte werden durch das Studentenwerk zur Verfügung gestellt.

## Zeitzeugen
Erich Kästner studierte ab 1919 in Leipzig und beanspruchte Sozialleistungen des damaligen Wirtschaftsselbsthilfevereins. Besonders zur Zeit der Inflation reichte sein Stipendium der Stadt Dresden nicht aus. Die Arbeit des Vereins war zu dieser Zeit Grundvoraussetzung für Kästner, weiter studieren zu können.
Die erste Geschäftsführerin des Studentenwerkes Leipzig war Christiane Claus. Sie wurde im November 1990 kommissarisch berufen und blieb bis 2001 im Amt. Von ihr ging die intensive Aufbauarbeit des Werkes nach dem Mauerfall aus. Heute ist Claus Kanzlerin an der Hochschule Bremen.